# 北京市体育局

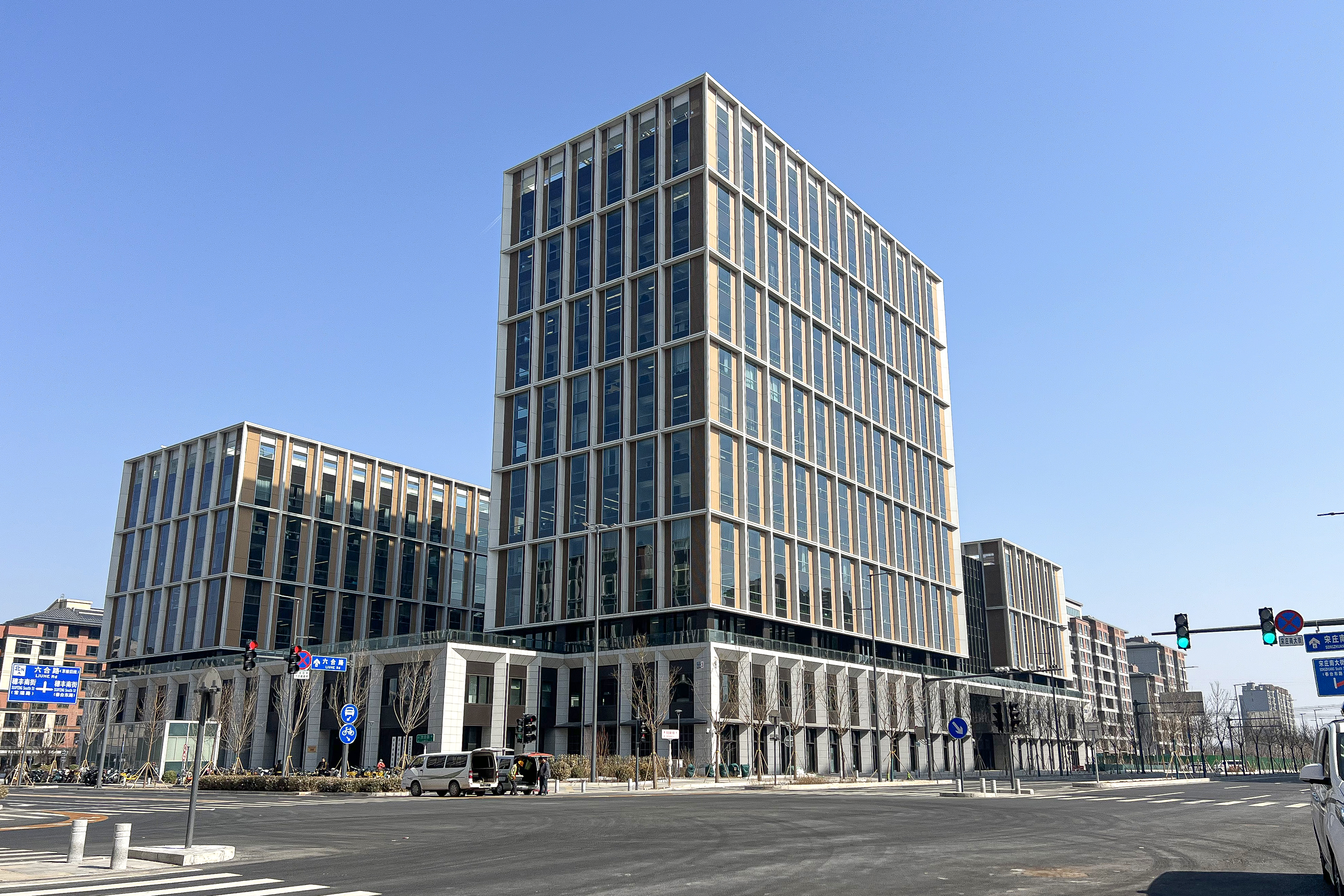
北京市体育局所在的宋庄南三街209号院（北京城市副中心六合村办公区C05地块）

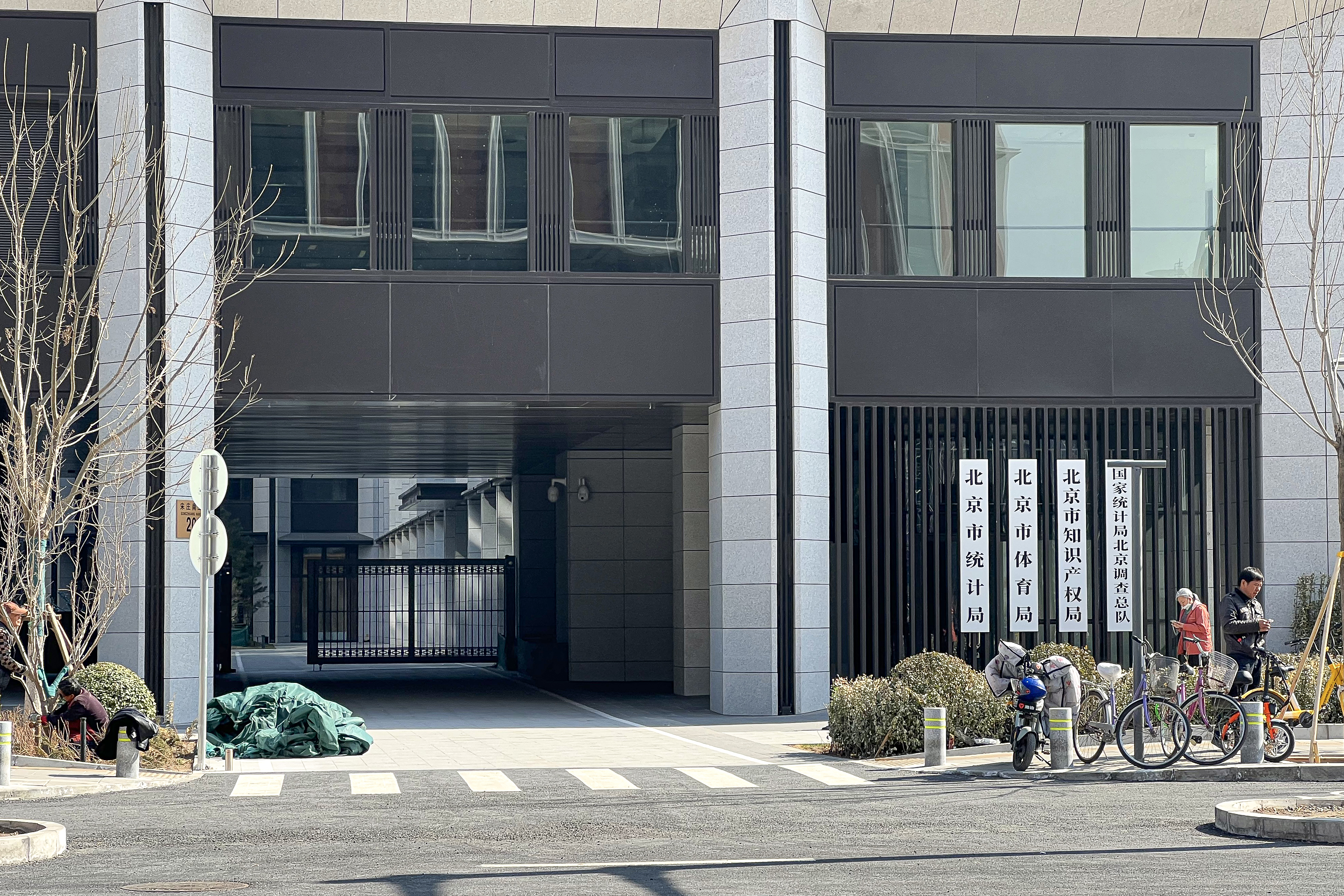
宋庄南三街209号院的北京市体育局挂牌处，在此挂牌的机构还有北京市统计局、北京市知识产权局、国家统计局北京调查总队

北京市体育局是负责北京市体育事业管理工作的机构，直属北京市人民政府，前身为1953年成立的北京市体育运动委员会，2000年1月31日改为现名。办公地点原先位于北京市丰台区光彩北路10号，2024年1月21日迁至通州区宋庄南三街209号院1号楼。

## 組織結構
- 局长

赵文（党组书记）
- 副局长

杨海滨（党组成员）
白菊梅（党组成员、驻局纪检监察组组长）
孟强华（党组成员）
石风华（党组成员）
- 巡视员

范亚兵
卢宏泽
王克铭
张华

### 机关处室
| - 办公室 - 法规宣传处 - 群众体育处 - 竞技体育处 - 青少年体育处 | - 体育产业发展处（北京体育市场管理办公室） - 人事处 - 规划建设处 - 科技教育处 | - 财务处 - 机关党委 - 工会 - 离退休干部处 |

## 属下机构
| - 北京市先农坛体育运动技术学校 - 北京市木樨园体育运动技术学校 - 北京市什刹海体育运动学校（北京市第100中学） - 北京市芦城体育运动技术学校（北京市第三体育运动学校、北京市第207中学） - 北京市射击运动技术学校（北京市射击运动管理中心） - 北京体育职业学院（北京市第222中学） - 北京市体育科学研究所 - 北京棋院（北京桥牌院、北京市棋牌运动管理中心） - 北京武术院（北京市武术运动管理中心） - 北京市航空运动学校（北京市航空运动管理中心） - 北京市体育竞赛管理中心 - 北京市足球运动管理中心（北京市足球运动协会） - 北京市社会体育管理中心 - 北京市体育彩票管理中心 | - 北京市国际体育交流中心 - 北京市网球运动管理中心 - 北京市体育专业人员管理中心 - 北京市体育局离退休人员服务中心 - 北京市体育服务事业管理中心（北京市摩托车运动学校） - 体育博览杂志社 - 北京市游泳运动学校（陶然亭游泳场） - 北京市体育局培训中心 - 北京市体育总会秘书处 - 北京市体育局信息中心 - 北京市体育设施管理中心 - 北京市体育局新闻中心 |